# 方揚
方揚（1540年—1583年），字思善，號初庵，直隸徽州府歙縣（今安徽歙縣）人，明朝政治人物。

## 生平
隆庆四年庚午科應天府鄉試第十二名舉人，隆慶五年（1571年）辛未科二甲第十七名進士，吏部觀政，初授陕州知州，萬曆三年（1575年）擢南京户部员外郎，五年升遷南京戶部郎中，有怙權相勢者，私據公田，假稱為社田，以給貧乏，托方揚作記，不應。遂以事相誣，万历六年（1578年）十一月謫知随州，同年升嘉兴府同知，萬曆十年（1582年）遷浙江杭州府知府，上任半年，以病乞歸，未幾而卒，年四十四。

## 著作
著有《山中集》、《孝經句義》、《中州藁》、《朞月守考》、《南中草》、《湖中藁》、《仕學巵言》。

## 家族
曾祖父方社昌，世稱居貞先生；祖父方景英；父方從本，母黃氏。妻洪氏，封宜人，有二子：方時化、方時俊。